# 安德烈斯·巴列奥略

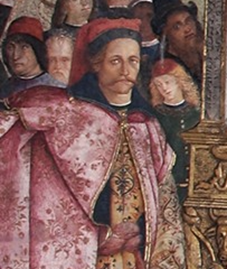
安德烈斯肖像

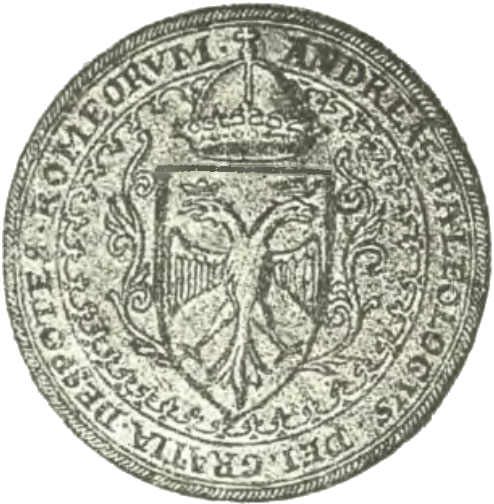
安德烈斯之章，印有代表拜占庭皇权象征的双头鹰，并上书拉丁文铭文：“安德烈斯·巴列奥略，托上帝鸿福，罗马人专制君主”。

安德列亞斯·巴列奥略（希臘語：Ἀνδρέας Παλαιολόγος，1453年—1502年），拜占庭帝国流亡皇帝。

## 生平
安德列亞斯·巴列奥略是摩里亚专制君主、拜占庭流亡皇帝托马斯·巴列奥略与其妻卡特琳·扎卡里亚之子。他1453年出生于摩里亚，即君士坦丁堡陷落、其伯父君士坦丁十一世战死的同一年。此后，他们一家继续在摩里亚生活，直至1460年逃亡至意大利。当其父于1465年去世后，他成为了拜占庭皇位的继承人，自称为“君士坦丁堡皇帝”（Imperator Constantinopolitanus）。
尽管有教宗的资助，但因为挥霍无度，安德列亞斯的生活变得困难起来。后来因生活所迫，他于1494年将拜占庭皇位的继承权卖给了法兰西国王查理八世，条件是查理八世将摩利亚收复并交与其统治。但1498年查理八世去世时没有完成这一条件，安德列亚斯遂认为拜占庭皇位的继承权回到自己手上。唯查理八世后的法国国王继续宣称拜占庭皇位的继承权，直到1566年查理九世停止使用这一称号。
穷困潦倒的安德列亞斯于1502年去世，死前将拜占庭皇位的继承权赠予阿拉贡的费尔南多二世和卡斯提亞的伊莎貝拉一世，但两人都没有接受。

## 子女
大多数学者都认为安德烈斯并没有留下子嗣。不过，唐纳德·尼克尔在《不朽皇帝》（The Immortal Emperor）一书中提出，曾在教皇卫队中服役的康斯坦丁·巴列奥略（Constantine Palaiologos）可能是其子，而嫁给俄罗斯贵族瓦西里·米哈伊洛维奇（Vasily Mikhailovich）的玛丽亚（Maria）可能是其女儿。
他死后，拜占庭皇位的觊觎者是拜占庭贵族乔治·阿里安尼提·托比亚·科穆宁之子君士坦丁·科穆宁·阿里安尼提斯。